# Suresh Babu
Suresh Babu (né le 10 février 1953 à Kollam et mort le 19 février 2011 à Ranchi) est un athlète indien, spécialiste des épreuves combinées et du saut en longueur.

## Biographie
Il remporte la médaille d'or du décathlon lors des championnats d'Asie de 1975, à Séoul, et s'adjuge en 1978 le titre du saut en longueur des Jeux asiatiques. 

### Palmarès
| Date | Compétition                | Lieu     | Résultat | Épreuve          | Performance |
| ---- | -------------------------- | -------- | -------- | ---------------- | ----------- |
| 1974 | Jeux asiatiques            | Téhéran  | 3e       | Décathlon        | 6 836 pts   |
| 1975 | Championnats d'Asie        | Séoul    | 1er      | Décathlon        | 6 931 pts   |
| 1978 | Jeux asiatiques            | Bangkok  | 1er      | Saut en longueur | 7,85 m      |
| 1978 | Jeux du Commonwealth       | Edmonton | 3e       | Saut en longueur | 7,94 m      |
| 1979 | Championnats d'Asie        | Tokyo    | 2e       | Saut en longueur | 7,94 m      |
| 1979 | Coupe du monde des nations | Montréal | 7e       | Saut en longueur | 7,41 m      |

### Records
| Épreuve          | Performance | Lieu | Date |
| ---------------- | ----------- | ---- | ---- |
| Saut en longueur | 7,97 m      |      | 1979 |
| Décathlon        | 7 380 pts   |      | 1973 |